# Obeliskportal
Het Obeliskportal is een in 1747 gebouwde poort tot het park Sanssouci in de Duitse stad Potsdam. Tussen deze oostelijke ingang en het gastpaleis Neues Palais gelegen in het westen van het park ligt een twee kilometer lange kaarsrechte hoofdweg. Frederik de Grote gaf opdracht aan Georg Wenzeslaus von Knobelsdorff om de oostpoort te realiseren.
Een tiental meter buiten de poort staat een obelisk die in 1748 werd opgericht. De poort dankt zijn naam aan de aanwezigheid van de obelisk. De op de obelisk aangebrachte Egyptische hiërogliefen hebben geen betekenis; het is een fantasietekst van de beeldhouwer Johann Michael Hoppenhaupt.
Dit object is onderdeel van het ensemble paleizen en parken van Potsdam en Berlijn dat in 1990, 1992 en 1999 in drie fasen op de werelderfgoedlijst van de UNESCO is geplaatst. Andere items ervan zijn:
De Russische kolonie Alexandrowka · 
De Antieke Tempel · 
Het Slot Babelsberg · 
Het Babelsbergpark · 
De Belvédère op de Pfingstberg · 
 De Belvédère van Sanssouci · 
De Bildergalerie · 
Slot Cecilienhof · 
Slot Charlottenhof · 
Het Chinese theehuis · 
 Het Drakenhuis · 
Het Glienickepark · 
Het Jachtslot Glienicke · 
Het Slot Glienicke · 
 Het keizerlijk station van Potsdam · 
Het Marmerpaleis · 
De Neptunusgrotte · 
Het Nieuwe paleis · 
De Nieuwe Tuin · 
De Nieuwe Vertrekken · 
De blokhut Nikolskoë · 
Het Oranjerieslot · 
Het Pauweneiland · 
De Sint-Petrus-en-Pauluskerk van Nikolskoë · 
De Pomonatempel · 
De Romeinse baden · 
Slot Sanssouci · 
Slot Sacrow · 
 De Verlosserkerk van Sacrow · 
De Vredeskerk · 
De vriendschapstempel